# Масилија
Масилија (грч. Mασσαλια, лат. Massilia; данас Марсељ) је била грчка, фокејска колонија, основана око 600. године п. н. е. на данашњој обали Француске. Њена историја пуна је тегобних борби против Гала, Лигура, Картагињана, на страни Римљана, па и у римским грађанским ратовима, на Помпејевој страни. И поред тога постала је и остала жариште хеленске културе у том подручју, центар у који су и Римљани одлазили да студирају. Са Цезаревом победом, Масилија је изгубила готово сву своју територију, мада је и даље остала независна као савезнички град (civitas foederata). У царско доба Масилија је све више губила од свог значаја, мада је све до 5. века н. е. задржала своју хеленску боју.